# Amalgamated Football Club Sudbury
O Amalgamated Football Club Sudbury é um clube de futebol inglês da cidade de Sudbury, Suffolk. O clube foi fundado no dia 1 de junho de 1999. Atualmente disputa a Division One North, equivalente à 8.ª divisão inglesa.

## Títulos

### Liga
- Isthmian League Division One North: 1

2015–16
- Eastern Counties League Premier Division: 5

2000–01, 2001–02, 2002–03, 2003–04, 2004–05

### Copa
- Eastern Counties League Cup: 1

2005–06
- Suffolk Premier Cup: 3

2001–02, 2002–03, 2003–04